# Amor de papel (canción)
Amor de papel es una canción escrita e interpretada por el dúo musical mexicano de dance Sentidos Opuestos, incluida originalmente en su cuarto álbum de estudio Viento a favor (1998). Esta canción fue lanzada como el primer sencillo oficial de dicho material y es una de las más exitosas de la agrupación así como el video oficial que se filmó a finales del mes de octubre de 1998.

## Otros datos
Esta canción es considerada un clásico en la música pop mexicana y latinoamericana de igual forma junto con otros éxitos de a finales de los años 90s.
En 2023 también la canción formó parte la gira musical 90's Pop Tour junto con otros de sus más grandes éxitos musicales, compartiendo escenario con otras bandas más como OV7, Magneto y otros artistas musicales.

## Video musical
Los integrantes están en varias escenografías simulando en una película de acción, inspirada de la película Matrix.